# Henry Vallotton
Pour les articles homonymes, voir Vallotton.
Henri-François-Jules, dit Henry Vallotton, né le 4 juin 1891 à Lausanne et mort le 31 janvier 1971  à Saint-Sulpice, est un écrivain et une personnalité politique suisse, membre du parti radical-démocratique.

## Biographie
Henry Vallotton est né le 4 juin 1891 à Lausanne. Avocat de formation, il est successivement élu conseiller communal à Morges en 1917, député au Grand Conseil du canton de Vaud de 1921 à 1933 et enfin comme Conseiller national en 1925. Président du groupe de son parti dès 1935, il est également nommé président du Conseil national pendant la session 1938 - 1939, année pendant laquelle l'Assemblée fédérale nommera un autre vaudois, Henri Guisan, général de l'armée suisse.
Il termine sa carrière politique en 1943 en Suisse et devient ministre plénipotentiaire de la Suisse au Brésil, puis en Suède, en Belgique, au Luxembourg avant d'être envoyé par le Conseil fédéral dans différentes missions en Afrique. Il est mort le 31 janvier 1971 à Saint-Sulpice.
L’Académie française lui décerne le prix de la langue-française en 1947, 1950 et 1966.

## Le café Vallotton
Pendant son année de présidence du Conseil National, Henry Vallotton prend la décision de transformer la salle de lecture située au premier étage du Palais fédéral en cafétéria, à la suite d'un voyage à Londres et à Paris où il visite les parlements de ces deux pays. Tout d'abord sans siège et sans alcool, ce lieu de détente, appelé « café Vallotton » en l'honneur de son initiateur, a été à plusieurs reprises remodelé et agrandi.

## Publications
- Alfonso XIII, Editorial Tesoro, 1945 (ASIN B000K5TR4A)
- Brésil : terre d'amour et de beauté, Librairie Payot Lausanne, 1945
- (de) Mensch und Tier in Afrika, Artemis-Verklag, 1947
- Elisabeth, l'impératrice tragique, Egloff, 1947
- Sept souverains de Suède, Payot, 1950 (ASIN B002GTCZKQ)
- Ivan le Terrible, Arthème Fayard, 1954 (ASIN B0028W5R2E)
- Voyage au Congo et au Ruanda-Urundi : carnet de route, M. Weissenbruch, 1955 (ASIN B0000EADE4)
- Catherine II, A. Fayard, 1955
- Élisabeth d'Autriche, l'impératrice assassinée, A. Fayard, 1957
- Alain-Fournier, Debresse, 1957
- Pierre le Grand, A. Fayard, 1959 (ISBN 978-3-7667-0430-6)

- Prix Eugène-Carrière de l’Académie française
- Bismarck, Fayard, 1961

- Prix Broquette-Gonin (littérature) de l’Académie française en 1962
- Marie-Thérèse, impératrice, Fayard, 1963 (ASIN B001TJAQPK)
- Metternich, Fayard, 1965
- Bismark et Hitler, Âge d'homme, 2003, 373 p. (ISBN 978-2-8251-1732-3, lire en ligne)